# Blackhawk (comics)
Pour les articles homonymes, voir Black Hawk.
 (juillet 2012).
Si vous disposez d'ouvrages ou d'articles de référence ou si vous connaissez des sites web de qualité traitant du thème abordé ici, merci de compléter l'article en donnant les références utiles à sa vérifiabilité et en les liant à la section « Notes et références ».
Blackhawk est une série de comics publiée par Quality Comics et DC Comics. La série fut créée par Will Eisner, Charles Nicholas et Bob Powell. Les artistes les plus associés à cette série étaient Reed Crandall et Dick Dillin.
À l'origine cette série fut conçue durant l'époque de la Seconde Guerre mondiale durant l'âge d'or des comics.

## Historique de la publication
L'équipe des Blackhawk apparaît dans le premier numéro de Military Comics daté d'août 1941 publié par Quality Comics. Le succès de cet épisode amène la création, quelques mois plus tard, d'un comics éponyme

### New 52
En septembre 2011, DC Comics relance la série Blackhawk, qui ne possède aucun lien avec les incarnations précédentes de la série. Ce lancement fait partie de l'Univers DC reparti à zéro après les évènements de Flashpoint. La série se termine en avril 2012.

## L'équipe originale
L'équipe originale est apparue pour la première fois dans Military Comics no 1 (août 1941) et leur dernière apparition remonte à  Blackhawk no 273 (novembre 1984). Les origines des personnages vont varier selon les auteurs responsables du comics.
- Blackhawk - Le chef du groupe. Originellement, il était identifié comme étant un citoyen américain, mais par après il fut identifié comme étant un polonais. Dans Blackhawk no 242, son nom fut enfin révélé comme étant Bart Hawk.
- Andre Blanc-Dumont - Le membre français de l'équipe.
- Olaf Bjornson - Son origine varie entre la Suède et la Norvège.
- Chuck Wilson provient du Texas aux États-Unis.
- Hans Hendrickson provient des Pays-Bas.
- Stanislaus (nom de famille inconnu) - Il est polonais.
- Chop-Chop - Il est chinois
- Zinda Blake (Lady Blackhawk) - Elle est américaine et la seule fille du principal groupe.

D'autres personnages sont apparus temporairement comme Zeg (Pologne), Boris (Russie), Baker (Angleterre) et Miss Fear.
À l'époque de la Seconde Guerre mondiale, les personnages étaient écrits de manière très stéréotypé.

## Apparition dans d'autres médias

### La Ligue des justiciers
Les Blackhawk apparaissent pour la première fois dans l'épisode 25 de la saison 1 de La Ligue des justiciers intitulée : "le règne de Savage (2ème partie"). Les Blackhawks aideront Superman et Hawkgirl contre l'armée nazie contrôlée par Vandal Savage.
Dans l'épisode Je suis Légion, Lex Luthor, The Key et Docteur Polaris vont attaquer l'île des Blackhawk surveillés par John et sa femme. Celui-ci appelle à l'aide et la Ligue des Justiciers vont répondre au message de détresse. John aidera ces derniers à chasser l'ennemi de l'île. Malheureusement, la Sainte Lance sera volée par les criminels.

### Film
- Blackhawk est un serial de 15 épisodes produits en 1952.

### Radio
- Une série radiophonique des Blackhawk est diffusée en 1950.